# Нікольськ (Янаульський район)
Ніко́льськ (рос. Никольск, башк. Никольск) — присілок у складі Янаульського району Башкортостану, Росія. Входить до складу Орловської сільської ради.
Населення — 126 осіб (2010; 134 у 2002).
Національний склад:
- удмурти — 82 %